# 青木年雄

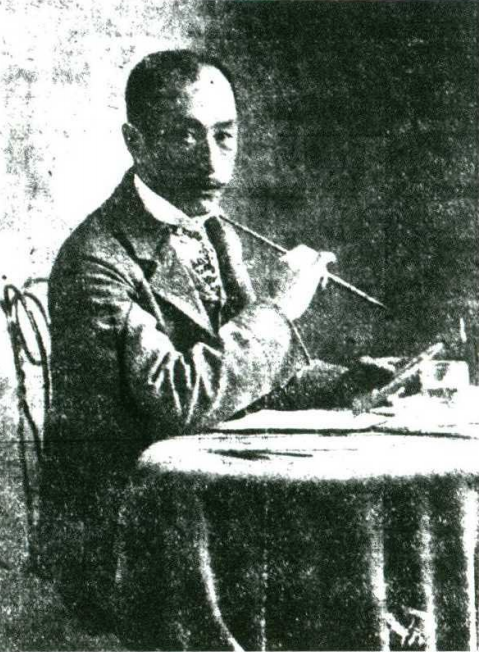
青木年雄、1907年頃

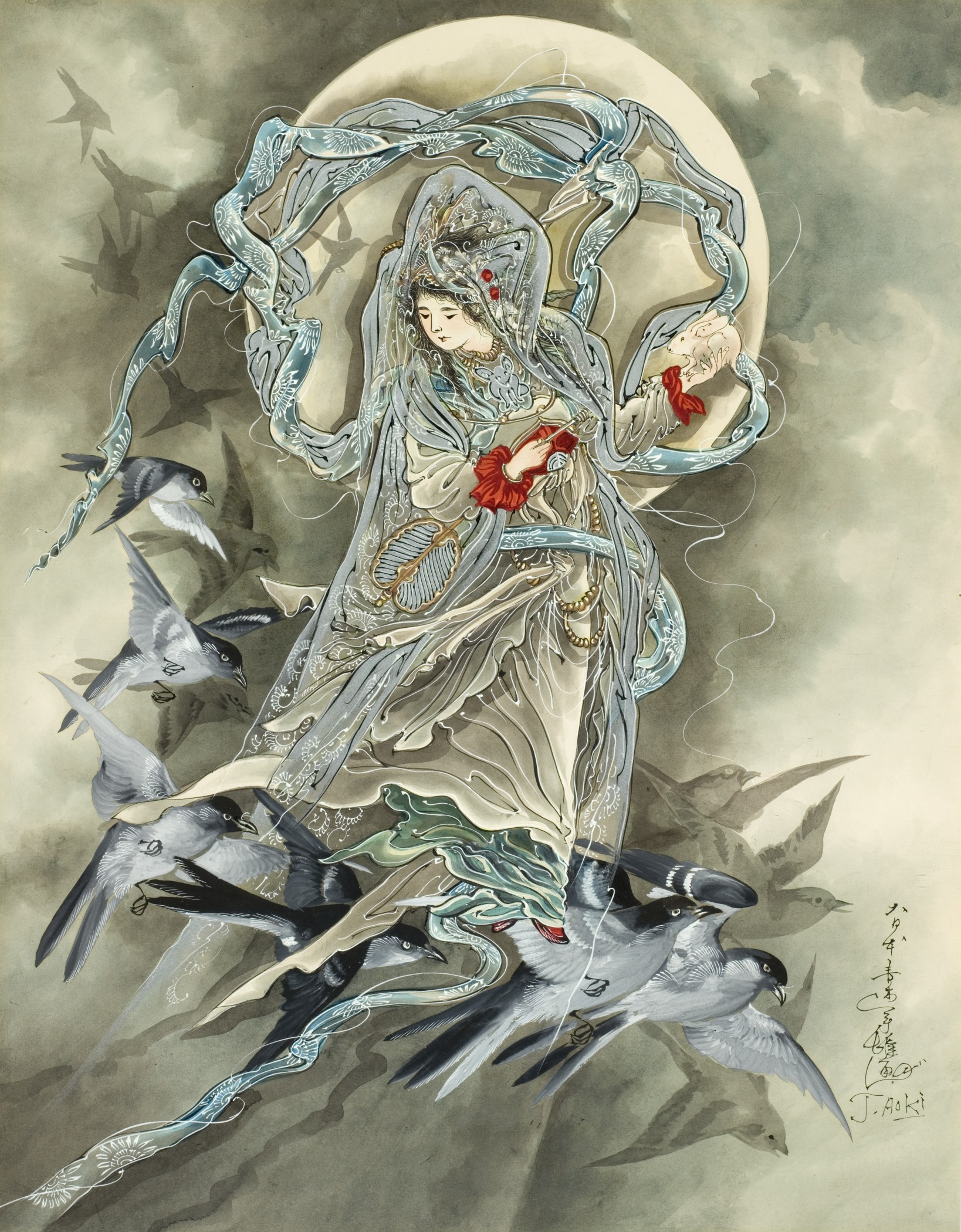
青木年雄作「天女と鳥」（1890年代）、ロサンゼルス・カウンティ美術館

青木 年雄（あおき としお）または青木 瓢斎（あおき ひょうさい、Toshio Aoki, Tershui Aoki, 1854年横浜 - 1912年カリフォルニア州サンディエゴ）は、20世紀の変わり目にカリフォルニアに在住し活動した日系アメリカ人の芸術家および画家である。
青木はアメリカの上流階級の間で大きな成功を収め、社交行事を主催することで知られていた。招待客の中には、ジョン・D・ロックフェラーとJ・P・モルガンが含まれていたと言われている。

## 生涯・プロフィール
横浜で生まれる。生い立ちについてはあまり知られていない。ジャポニスムが隆盛を極めた1880年にデパートのオーナーの招きでアメリカに渡り、サンフランシスコに移住する。移住後、サンフランシスコの百貨店ディーキン・ブラザーズで商業美術家として働き始める。 また、サンフランシスコの新聞社で一コマ風刺漫画家としても活躍。やがて、アメリカで活躍する優れた日本人アーティストの一人となる。なおディーキン・ブラザーズのもとで、いつまで仕事をしていたかは不明だが、他の店で装飾作品やコミッションを手がけ、パサデナ時代の1895年にはG・T・マーシュと組んで商業活動を行うようになった。
その後、カリフォルニア州パサデナに移り住み、グリーン・アンド・グリーン・バンガローなど、日本の美意識が反映された建築が多いアート＆クラフトハウスの内装を任されるようになった。この頃、『ロサンゼルス・ヘラルド』紙の「青木が見るように自分自身を見るために」という記事にも取り上げられた。すでに頭角を現していたことがうかがえる。
1910年まで活動し、1912年サンディエゴで死去したらしいが、死亡日時は4月26日というのと、6月26日に亡くなったともされている。
私生活や結婚についてはあまり知られていないが、ツルという7歳の女の子を養子にしていることが知られている。青木はパサデナを拠点としながらも、サンフランシスコにスタジオを構え、そこでツルとその保護者と出会った。彼の私生活については、アメリカで生活を始めてすぐに白人女性と結婚・離婚したことと、このツルを養子に迎えたこと以外、わかっていない。1898年、青木はツルとその保護者に出会い、カリフォルニアで経済的困難に直面したツルを、自分の経歴を活かしてコロラドスプリングスの寄宿学校に通わせ、育てた。
青木は「著名人の家に肖像画や壁画を描き、大成功を収めた」。彼の作品はGeorge T. Marsh ＆ Companyで取り扱われた。1893年にシカゴで開催されたシカゴ万国博覧会に出品し、1924年にはシカゴ美術館が展覧会を開いた。
ジャポニスム芸術への関わりで知られていくが、アメリカ本国では人種的な障害から積極的に評価されず、1908年にG・T・マーシュで働いた際には大道芸人として扱われた。
日本画を通してカリフォルニアで成功を収め、明治時代の神々や図像など、日本のイメージを活かした作品を制作した。油彩、キャンバス、日本の水溶性画材など様々な画材で作品を制作した。また、J.P.モルガンやジョン・D・ロックフェラーが参加した桜を見る晩餐会をパサデナで主催するなどパフォーマーとしても知られ、コロラド州知事やアメリカ副大統領が求めた手描きの日傘や衣類を製作する職人としても知られていた。
人生の大半をカリフォルニア州サンディエゴで過ごしたが、アジアからの輸出品には社会的、経済的な制約があったため、晩年はパサデナで作品を制作した。パサデナに引っ越した後、青木は「面白いキャラクターやストーリーテラーとしての評判を捨て、アーティストとして真剣に扱われるように一生懸命働いた。彼は、日本の仮面舞踏会のような雰囲気を作り出す「オリエンタル・レセプション」に取り組み始めた。」
サンフランシスコ州立大学ファイン・アーツ・ギャラリーは、彼について次のように述べている。「青木の日本での生い立ちは、芸術の追求（演劇の学生、あるいはストリートアーティスト）から壮大で華々しいもの（日本の新政府に反対する侍）まで、様々に推測されている。自発的な席画（せきえ、「その場」または「見る人の目の前」で描く絵）を描いた。彼は滑稽な人物をスケッチし、ストーリーテラーとしての評判を高め、最終的にはサンフランシスコ・コールで挿絵の仕事をすることになった。」

### アートワーク
- 「希望」、紙に墨と彩色
- 満月の前に白いウサギを抱き、空飛ぶコウモリの上に立つひらひらした衣を着た人物
- [10]「Change-e Fleeting to the Moon」、墨と彩色